# Szlovákia zászlaja

Szlovákia zászlaja 1939–1945 között

A szlovák zászló három egyenlő, vízszintes sávból áll, amelyek a pánszláv színeket átvéve rendre fehér, kék és piros színűek. A lobogó bal részén mindhárom sávba benyúlva látható Szlovákia nemzeti címere. A ma is hivatalosan használatban lévő nemzeti zászlót 1992. szeptember 3-án fogadta el a szlovák parlament alkotmányozó ülése.

## Története
A történelem folyamán a hagyományos szláv színek már 1848-ban megjelentek az akkoriban Magyarországhoz tartozó Felvidéken. A szlovák lakosság az Európaszerte fellobbanó forradalmak sorába állva, eleinte a magyarok ellen, majd a Habsburgok uralma ellen lázadt fel. A nemzeti forradalom alatt röppentek fel először a fehér-kék-piros színű lobogók. Ezt a zászlót az első világháború után megalakult Csehszlovákia is félhivatalos lobogójának tekintette. Az 1920-ban megtervezett csehszlovák zászlóban, amely most Csehország zászlaja, már Szlovákia is jelképesen felkerült. A zászló bal oldalán található kék háromszög a szlovák lobogó kék sávját szimbolizálta.
Az egyszerű, háromsávos zászlót a második világháború alatt megalakult Szlovák Köztársaság nemzeti lobogójának választották. A háború elültével Szlovákia újra Csehszlovákia része lett, és ezúttal a szlovákoknak meg kellett elégedniük a kék háromszögnyi reprezentációval. 1990. március 1-jén még ugyan a címer nélkül, de a csehszlovák parlament elfogadta a zászlót a szlovák társállam hivatalos lobogójaként. Miután a csehszlovák állam felbomlott, a szlovák parlament 1992 szeptemberének elején a zászlóra tétette a nemzeti címert, hogy ezzel különböztessék meg a szlovák zászlót az orosz zászlótól. Végül 1993 februárjában vált a mai zászló alkotmányosan is hivatalossá.
Szlovákia és Csehország 1992-ben megállapodást kötöttek arról, hogy egyikük sem fogja felhasználni a csehszlovák nemzeti jelképeket. Miután Csehország változtatás nélkül megtartotta a néhai állam zászlóját, komoly nemzetközi vita alakult ki a két szomszédos állam között.

## A címer

Szlovákia nemzeti címere

A nemzeti címer egy késő gót vörös színű pajzson látható. Középső részén egy ezüst színű kettős kereszt látható, amely a kék színű hármas halmon áll.

### A kettős kereszt
A szlovák címer központi alakzata a kora középkor Európájában elterjedt szimbólum volt. A más néven pátriárkális keresztnek nevezett kettős kereszt Bizáncban jelent meg először, a 9. század környékén. Ennek a keresztnek többféle értelmet is tulajdonítottak a korabeli államférfiak és klerikusok. Elsősorban vallásos tartalommal telítették a keresztet, így a felső kereszt Jézus Krisztus halálát, míg az alsó a feltámadását jelképezte. De a kereszt hamarosan túlnőtte egyházi jelentését, és egyre gyakrabban úgy értelmezték, hogy a felső kereszt a bizánci császárok világi hatalmára utal, míg az alsó az uralkodó egyházi elsőbbségét jelzi. Ezért az idők múlásával a kettős kereszt főként állami szimbólum lett.
A mai Szlovákia területére azonban még ugyancsak vallásos köntösben érkezett, mivel azt feltehetőleg két misszionárius, Cirill és Metód hozta el erre a vidékre. A két pap a Morva Királyság pogány szláv népességét térítette meg. A nagy morva király, Szvatopluk keresztgyermeke, Zwentibold, Lotaringia uralkodója magával vitte ezt a jelképet, ezért a kettős keresztet nyugaton lotaringiai keresztnek is ismerik.
A későbbiekben a morvák birodalma összeomlott, és annak déli része Magyarország része lett. Az első magyar király, I. István trónra lépése előtt nyitrai herceg volt, ezért feltehetőleg itt találkozott a kettős kereszttel, amelyet hamarosan uralkodói jelvényévé tett. Az Árpád-ház uralkodói is rendre átvették ezt a jelképet, és az idő múlásával elterjedt az a feltevés, hogy a kettős keresztet István II. Szilveszter pápától kapta. Azonban ez téves, mert István egy szimpla keresztet kapott koronája mellé az egyházfőtől. Így öröklődött évszázadokon át tovább a kettős kereszt motívuma, és magyar közvetítéssel végül felkerült Szlovákia nemzeti címerére is.

### A hármas halom
A hármas halom a 14. században jelenik meg Magyarország címerében, eredetileg csupán mint a kereszt talapzata. A 15. századtól azonban szimbolikus jelentés is társul hozzá: a Kárpátok három vonulatát, a Tátrát, a Fátrát és a Mátrát kezdi jelképezni. A szlovák nemzeti címerbe ez a jelkép is a hosszú közös történelem során került be.
A címer színeit szintén a pánszláv színekhez igazították, hogy azt megkülönböztessék a magyar címertől.

## Külső hivatkozások
- Szlovákia zászlaja a Világ zászlói (Flags of the World) weboldalon